# Vùng đô thị Springfield, Missouri
Vùng thống kê đô thị Springfield, Missouri, theo quy định của Cục Điều tra Dân số Hoa Kỳ, là một khu vực bao gồm các quận ở phía Tây Nam Missouri, với trung tâm là thành phố Springfield - thành phố lớn thứ ba của bang. Các trung tâm dân cư chính khác trong vùng đô thị gồm Nixa, Ozark, Republic, Marshfield, Bolivar, và Willard. Hiện nay, các giới hạn thành phố của Springfield đạt đến giới hạn thành phố Ozark ở ranh giới quận Christian trên xa lội US 65, và giới hạn thành phố Republic ở xa lộ James River ở phía tây nam của thành phố, và các giới hạn thành phố Strafford trên đường 744 về phía đông bắc của thành phố. Theo điều tra dân số 2010, vùng đô thị này có dân số 436.712 người.

## Các quận
- Christian
- Dallas
- Greene
- Polk
- Webster

## Các cộng đồng

### Các khu vực với dân số hơn 200.000 người
- Springfield (Thành phố chính) dân số: 159,498

### Các khu vực có dân số từ 5000-20.000 người
- Nixa Dân số: 19.022
- Ozark Dân số: 17.820
- Republic Dân số: 14.751
- Bolivar Dân số: 10.325
- Marshfield Dân số: 6.633
- Battlefield Dân số: 5.590
- Willard Dân số: 5.288

### Các khu vực với dân số từ 1000-5000 người
| - Buffalo Dân số: 3.084 - Rogersville Dân số: 3.073 - Strafford Dân số: 2.358 - Clever Dân số: 2.139 - Seymour Dân số: 1.921 - Sparta Dân số: 1.756 - Ash Grove Dân số: 1.472 - Fair Grove Dân số: 1.393 - Humansville Dân số: 1.048 - Billings Dân số: 1.035 |

### Các khu vực với dân số từ 500 đến 1000 người
- Highlandville Dân số: 911
- Fremont Hills Dân số: 826
- Fordland Dân số: 800
- Walnut Grove Dân số: 665
- Pleasant Hope Dân số: 614

### Các khu vực dân cư ít hơn 500 nguwoif
| - Fair Play Dân số: 475 - Urbana Dân số: 417 - Niangua Dân số: 405 - Morrisville Dân số: 388 - Diggins Dân số: 299 - Saddlebrooke (partial) Pop: 202 - Spokane (census-designated place) Pop: 177 - Halfway Dân số: 173 - Flemington Dân số: 148 - Louisburg Dân số: 122 - Aldrich Dân số: 80 - Goodnight Dân số: 18 |

### Các khu vực chưa hợp nhất

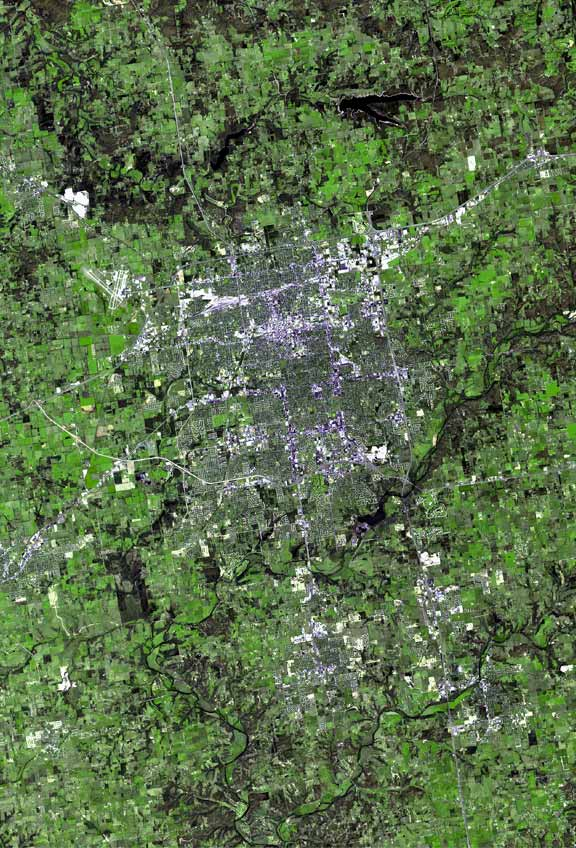
Hình ảnh vệ tinh Springfield

| - Boaz - Bois D'Arc - Brighton - Bruner - Celt - Chadwick - Charity - Chestnutridge - Dunnegan - Ebenezer - Elkhead - Elkland - Eudora - Garrison - Glidewell - Goodson - Keltner - Linden - Logan - Long Lane - Northview - Oak Grove Heights - Oldfield - Plano - Polk - Red Top (quận Dallas) - Red Top (quận Webster) - Tin Town - Tunas - Turners - Windyville |